# 5135 Нібутані
5135 Нібутані (5135 Nibutani) — астероїд головного поясу, відкритий 16 жовтня 1990 року.
Тіссеранів параметр щодо Юпітера — 3,623.
Названо на честь Нібутані (яп. にぶたに(二風谷) нібутані)